# Mai Fukui
Mai Fukui (福井舞 Fukui Mai?, Kamigyō-ku, Kioto, Prefectura de Kioto, 17 de diciembre de 1984) es una cantante y compositora japonesa asociada a la compañía Avex. Es conocida por haber cantado el tema principal del videojuego Final Fantasy XIII-2, Yakusoku no Basho. Fue nominada a Mejor Artista Nuevo en los 50º Japan Record Awards.

## Discografía

### Álbumes
- My song for you (2009)
- Lucky Charm (2010)

### Miniálbumes
- Beautiful Days (2011)
- Another me (2014) (con Aimer)

### Sencillos
- Ai no Uta (2008)
- Lucky (2008)
- Can Can/Promise You (2009)
- Ikutabi No Sakura (2011)
- Yakusoku No Basho/Tatta Hitori No Mikata (2011)